# Lucian Pulvermacher
Lucian Pulvermacher (* 20. April 1918 in Bakerville, Wisconsin als Earl Pulvermacher; † 30. November 2009) war Priester und das Oberhaupt der True Catholic Church, einer kleinen sedisvakantistischen Gruppe in den Vereinigten Staaten. Er erhob als „Pius XIII.“ den Anspruch, der erste und einzige rechtmäßige Papst seit dem Tode Papst Pius’ XII. im Jahr 1958 zu sein, und behauptete, mit seiner (Pulvermachers) Wahl 1998 sei eine vierzigjährige Sedisvakanz zu Ende gegangen. Pulvermacher lebte zuletzt in Springdale im Bundesstaat Washington.

## Leben
Earl Pulvermacher trat am 28. August 1942 in den Kapuzinerorden ein und wurde am 5. Juni 1946 in Wisconsin zum Priester geweiht. Bei den Kapuzinern erhielt er zur Einkleidung den Ordensnamen Lucian. 1947–48 war Pater Lucian als Priester zur Aushilfe im Kloster des hl. Franziskus in Milwaukee. Von 1948 bis 1970 wirkte er als Missionar auf den Ryūkyū-Inseln (Japan), dann bis 1976 in Australien. Nach seiner Rückkehr aus Australien im Januar 1976 gelangte P. Lucian zu der Ansicht, die Pontifikate der Päpste Johannes XXIII. und Paul VI. seien unrechtmäßig gewesen. Unzufrieden mit den Veränderungen nach dem Zweiten Vatikanischen Konzil, wandte er sich dem Traditionalismus zu, von dem er sich aber nach kurzer Zeit ebenfalls enttäuscht zeigte. Ab 1976 feierte er die Tridentinische Messe ohne Inkardination in einer Diözese der römisch-katholischen Kirche nur noch in Privatkapellen im Gebiet der Vereinigten Staaten. 
Pulvermacher erhob Anspruch auf das Amt eines Bischofs, wurde aber nie zum Bischof geweiht. Am 24. Oktober 1998 wurde Pulvermacher von einigen Laien per E-Mail zum „Papst“ gewählt. Diese sandten ihre Mails in den kleinen Ort Kalispell in Montana. Pulvermacher stand als einziger Kandidat zur Wahl, anschließend veröffentlichte er auf seiner Homepage Bilder, die aus einem Kamin aufsteigenden weißen Rauch zeigten.
Berichte, P. Pulvermacher sei am 11. Januar 2006 in Utah gestorben, erwiesen sich später als falsch. Nach dem Bericht eines Kapuziners aus Pulvermachers früherer Ordensprovinz starb er am 30. November 2009.